# Hyoseris frutescens

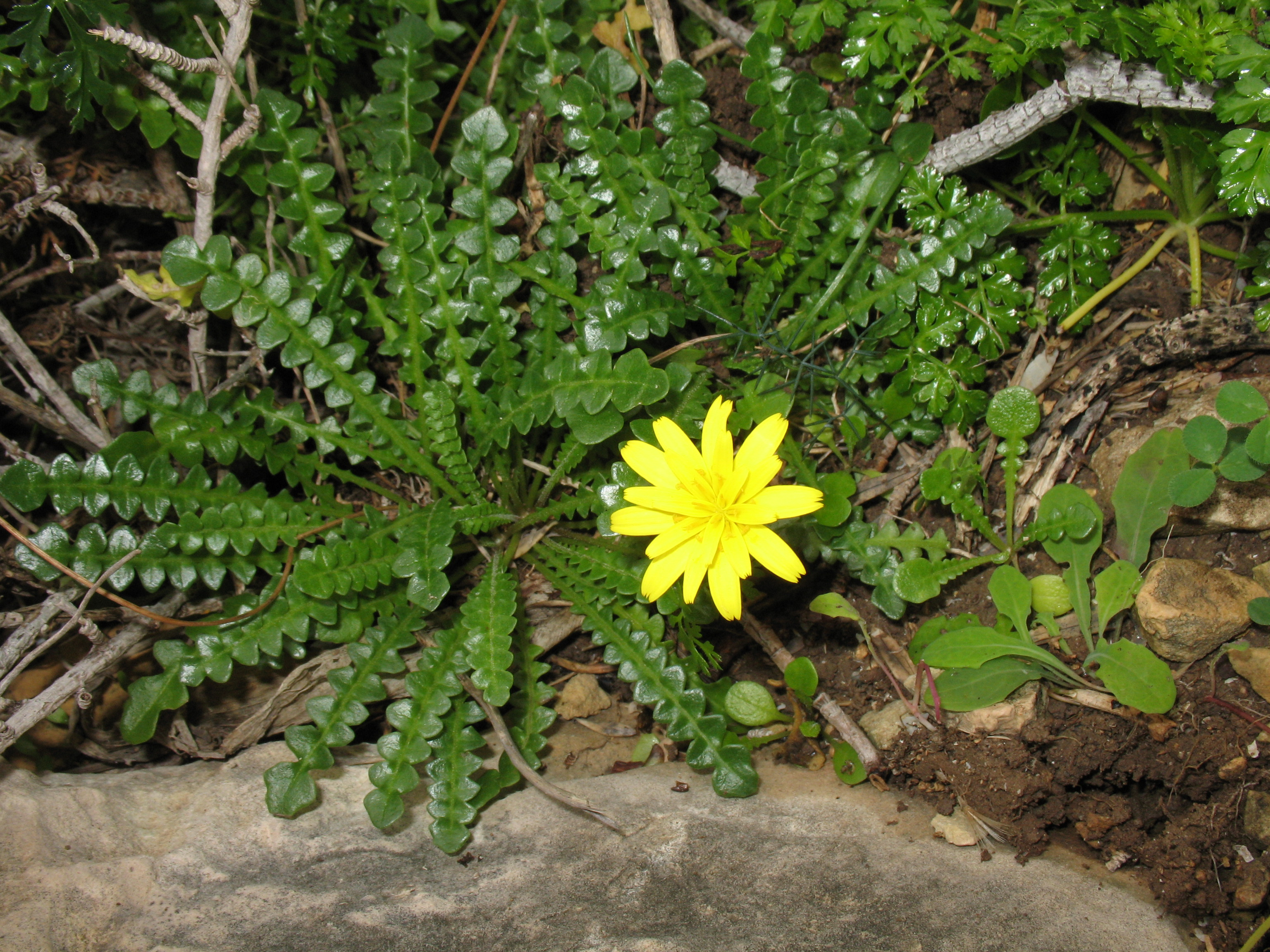
Hyoseris frutescens

Hyoseris frutescens ist eine Pflanzenart aus der Gattung Hyoseris in der Familie der Korbblütler (Asteraceae). Die Art ist nur auf Malta heimisch.

## Merkmale
Hyoseris frutescens ist ein ausdauernde, krautige Pflanze. Sie wächst als bodenständige Rosette, ihre glänzend dunkelgrünen, fleischigen Blätter sind 5 bis 15 Zentimeter lang und bis auf die Mittelrippe eingeschnitten. Die zahlreichen einzelnen, mehr oder weniger gerundeten Lappen sind ungestielt, am Ansatz geflügelt aber nicht stängelumfassend und am äußeren Ende annähernd zugespitzt.
Die Blütezeit reicht vom Spätsommer bis zum späten Frühling. Die weit herabgebeugte Blütenstandsachse ist 5 bis 20 Zentimeter lang und trägt endständig einen einzelnen Korb, der ausschließlich aus Zungenblüten besteht, die von außen nach innen immer kürzer werden. Die äußeren Hüllblätter sind kurz lanzettlich, die inneren mindestens doppelt so lang und lanzettlich-eiförmig.
Die Chromosomenzahl beträgt 2n = 16.

## Vorkommen
Hyoseris frutescens kommt ausschließlich auf Malta vor, dort wächst sie auf felsigen Standorten nahe der Küste. Die Art ist selten.

## Systematik
Die Art wurde 1988 von den italienischen Botanikern Salvatore Brullo und Pietro Pavone erstbeschrieben.

## Nachweise
1. 1 2 3  Hans Christian Weber, Bernd Kendzior: Flora of the Maltese Islands - A Field Guide, 2006, ISBN 3-8236-1478-9, S. 314
2. ↑   Tropicos.